# Rumohra macrostegia
Rumohra macrostegia là một loài dương xỉ trong họ Dryopteridaceae. Loài này được Brade mô tả khoa học đầu tiên năm 1972.
Danh pháp khoa học của loài này chưa được làm sáng tỏ. 